# فيروس خلية مركل التورامي
وُصف فيروس خلية ميركل التورامي (إم سي في أو إم سي بّي واي في) (بالإنجليزية: Merkel cell polyomavirus or MCV or MCPyV)‏ لأول مرة في يناير 2008 في بيتسبرغ، بنسلفانيا. يُعد أول مثال على مُمْرِض فيروسي بشري مُكتشف باستخدام تسلسل غير متحيز للجيل التالي من الميتاجينوم باستخدام تقنية تسمى الطرح النسخي الرقمي. يُعد الفيروس واحدًا من سبعة فيروسات ورمية بشرية معروفة حاليًا. يُشتبه بكونه مسببًا لغالبية حالات سرطان خلايا ميركل؛ نوع نادر من سرطان الجلد، لكنه عدواني. عُثر على إصابة بفيروس إم سي في لدى ما يقارب 80٪ من مرضى أورام سرطان خلايا ميركل (إم سي سي). يبدو أن عدوى سي إم في شائعة -إن لم تكن حالة عامة- عند الأطفال الأكبر سنًا والبالغين. لوحظ وجود الفيروس في إفرازات الجهاز التنفسي ما يشير إلى إمكانية انتقاله من طريق الجهاز التنفسي، إضافةً إلى إمكانية تساقطه من الجلد السليم، ووجوده في أنسجة الجهاز الهضمي وأماكن أخرى، وعليه تبقى طريقة انتقاله الدقيقة غير معروفة. تشير الدراسات الحديثة إلى أن هذا الفيروس قد يصيب بشكل كامن الأمصال البشرية وخلايا الدم المحيطي وحيدة النواة.
على أي حال، تحتوي معظم فيروسات إم سي في الموجودة في أورام إم سي سي طفرتين على الأقل تجعل الفيروس غير قابل للانتقال: 1) يندمج الفيروس في جينوم المضيف و2) يحتوي المستضد تي الفيروسي طفرات اختزالية تترك المستضد تي عاجزًا عن بدء تنسخ الحمض النووي اللازم لنشر الفيروس.
تقدم بعض الدراسات دليلًا على تسبب إم سي في معظم أورام إم سي سي، إذ نوهت بتثبيط البروتينات المسرطنة لمستضد تي الفيروسي. تؤدي إصابة قاتلة لهذه البروتينات الفيروسية إلى موت خلايا أورام إم سي سي إيجابية فيروس الإم سي في، بينما لم يلاحظ تأثير في خلايا الأورام غير المصابة بالفيروس. يشير هذا إلى أهمية إم سي في للحفاظ على الخلايا السرطانية إيجابية الفيروس. علاوة على ذلك، يشير النمط النسيلي لإدخال الفيروس في جينومات خلايا الورم إلى وجود الفيروس في خلية ميركل قبل خضوعه للاستحالة السرطانية. صنفت الوكالة الدولية لبحوث السرطان مؤخرًا فيروس إم سي في على أنه مادة مسرطنة من الفئة إيه2.

## التصنيف
إن الفيروسات التورامية فيروسات دنا صغيرة (نحو 5400 زوج قاعدي)، وغير مغلفة، ومزدوجة السلسلة. يُعد إم سي في خامس فيروس تورامي مكتشف يصيب البشر، وينتمي إلى مجموعة الفيروسات التورامية الفأرية؛ إحدى الفروع الحيوية الرئيسية الثلاثة للفيروسات التورامية. (سُميت المجموعة باسم فيروس الفئران التورامي، وهو أول فيروس مكتشف من المجموعة، علمًا أن هذا لا يعني انتقال فيروس إم سي في من القوارض إلى البشر). يُذكر أنه فيروس مختلف تمامًا عن فيروس إس في40 المثير للجدل، رغم الخلط بينهما في بعض منشورات المدونات.
يرتبط إم سي في ارتباطًا وثيقًا من الناحية الجينية بالفيروس التورامي أليف النسيج اللمفاوي للقرد الأخضر الأفريقي (المعروف سابقًا باسم الفيروس البابوفي الليمفاوي للقرد الأخضر الأفريقي)، وهو ما يتماشى مع تعايش إم سي في مع الرئيسيات البشرية.
يحتوي تسلسل النموذج الأولي لفيروس إم سي في جينوم دنا مزدوج السلسلة (dsDNA) مكون من 5387 زوجًا قاعديًا ويشفر جينات الفيروسة التورامية المميزة من السلاسل المعاكسة بما فيها مستضد تي كبير، ومستضد تي صغير (يرمز لهما إل تي وإس تي على التوالي، من السلالة المبكرة) وقفيصة فيروسية من جينات البروتينات في بي 1 وفي بي 2/3 (من السلالة المتأخرة). يمتلك مستضد تي الخاص بفيروس إم سي في خصائص مشابهة لمستضدات تي الموجودة في الفيروسات التورامية الأخرى، والتي تُعرف باسم البروتينات الورمية، ويُعبر عنها في الأورام البشرية. يُعد المستضد تي جينًا مضفرًا يتكون من بروتينات عدة مختلفة اعتمادًا على نمط التضفير. ربما توجد حاجة إلى البروتينات الورمية تي الكبيرة والصغيرة لتحويل الخلايا السليمة إلى خلايا سرطانية، إذ تعمل عبر استهداف البروتينات المثبطة للورم، مثل بروتين الورم الأرومي الشبكي. يمتلك مستضد تي الكبير شكل الهيليكاز اللازم لتكاثر الفيروس، وهو المستضد المحذوف في أورام إم سي سي. على عكس الفيروسات التورامية الأخرى، يقوم مستضد تي الصغير الخاص بفيروس إم سي في بتحويل الخلايا في المختبر عن طريق تنشيط الترجمة المعتمدة على القبعة.
يعبر إم سي في أيضًا عن الرنا الميكروي (miRNA) المعروف باسم MCV-miR-M1 من سلسلته المتأخرة التي تحمل تتامًا مثاليًا لمستضد تي الكبير، وثبت تنظيمه المثبط لتعبير هذا المستضد. إضافةً إلى دوره في تنظيم تعبير مستضد تي الكبير في فيروس إم سي وتنسخ الدنا، ثبت استهداف هذا الرنا الميكروي بصورة مباشرة تنظيم التعبير عن النسخ المناعي للخلايا المضيفة إس بّي100 مثبطًا إياه، إضافةً إلى إثبات دوره في إنشاء عدوى مستمرة طويلة الأمد في المختبر.